# Oosterzand
Oosterzand is een gehucht in de gemeente Westerkwartier in het westen van de provincie Groningen, dat vanouds tot het kerspel Oldekerk behoorde.

## Geografie
Het gehucht ligt op een dekzandrug in het Westerkwartier, die loopt van Lutjegast naar Niekerk. De zandrug vormt een uitloper vormt van de Friese Wouden. Aan weerszijden van de weg liggen de noordelijkste restanten van het coulisselandschap van het zuidelijk Westerkwartier.
De westgrens van het gehucht wordt gevormd door het Wolddiep. De Zandumerklap over dit water vormt de verbinding met Westerzand. Tussen Oosterzand en het dorp (en De Wijk) lag het Oldekerkermeer. Aan oostzijde van het gehucht lag de borg Kroonsfeld. Ten zuiden van het gehucht stroomt een restant van het vroegere Kolonelsdiep.

## Geschiedenis
De eerste sporen van bewoning dateren uit de tijd van de trechterbekercultuur (ca. 2700 - 2100 v.Chr.) en bestaan uit een vuurstenen bijl en een vuurstenen pijlpunt. Vermoed wordt dat het gebied verlaten werd met de zeespiegelstijgingen rond 500 na Chr.
De eerstvolgende sporen van bewoning dateren pas weer uit de 10e of 11e eeuw: Op een nu onbehuisd terrein ten noorden van de vroegere kerk van Oldekerk aan de Kroonsfelderweg en op de plek van de Heeckemaheerd aan de Zandumerweg 19 zijn kogelpotscherven en bij de laatste ook Pingsdorf-aardewerkscherven uit deze periode gevonden. Op de plek van de Heeckemaheerd heeft een steenhuis gestaan, op de andere plek wordt eveneens een steenhuis vermoed. De Heeckemaheerd was naast de toenmalige heerd aan de Zandumerweg 50 een van de heerden die deelnam aan de ommegang van Oldekerk binnen de rechtsstoel Langewold-Oosterdeel, zoals deze vastgesteld werden bij een overeenkomst in 1628. Oosterzand vormde lange tijd onderdeel van de Noorder- of Zandumerkluft, een van de twee kluften van Oldekerk.
Er lag tot de 20e eeuw alleen een doodlopende weg vanaf het Wolddiep die de eerste 5 boerderijen verbond. Pas na de demping van het Oldekerkermeer werd na een aantal jaren van overleg tussen 1908 en 1909 een verbinding aangelegd naar Niekerk. In de 20e eeuw bevond zich enige bedrijvigheid in het gehucht. Zo was in het huis naast de brug tot eind jaren 1970 een café gevestigd. Verder waren er vroeger onder andere een bakker en een timmerbedrijf.

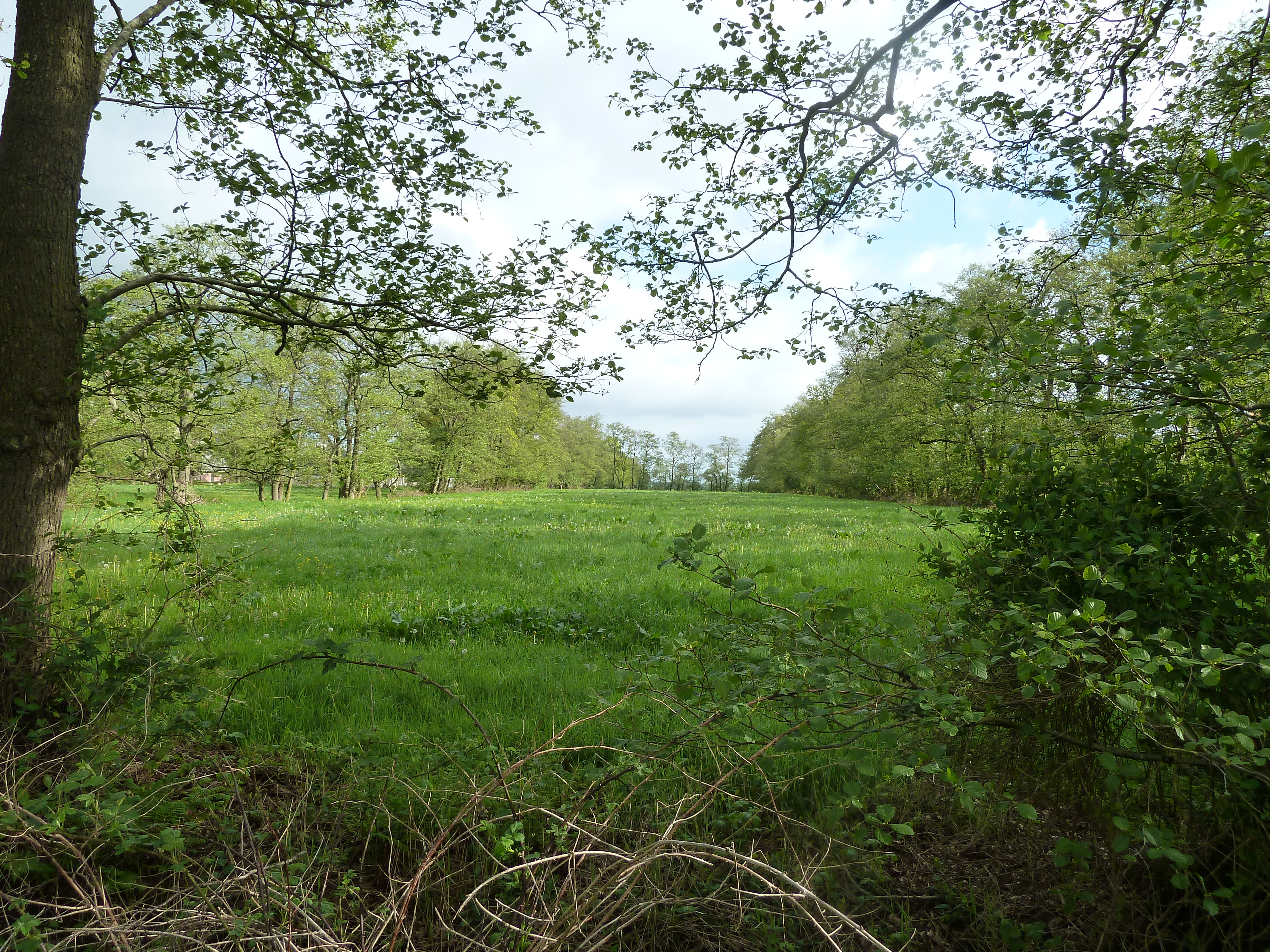
Coulisselandschap bij Oosterzand
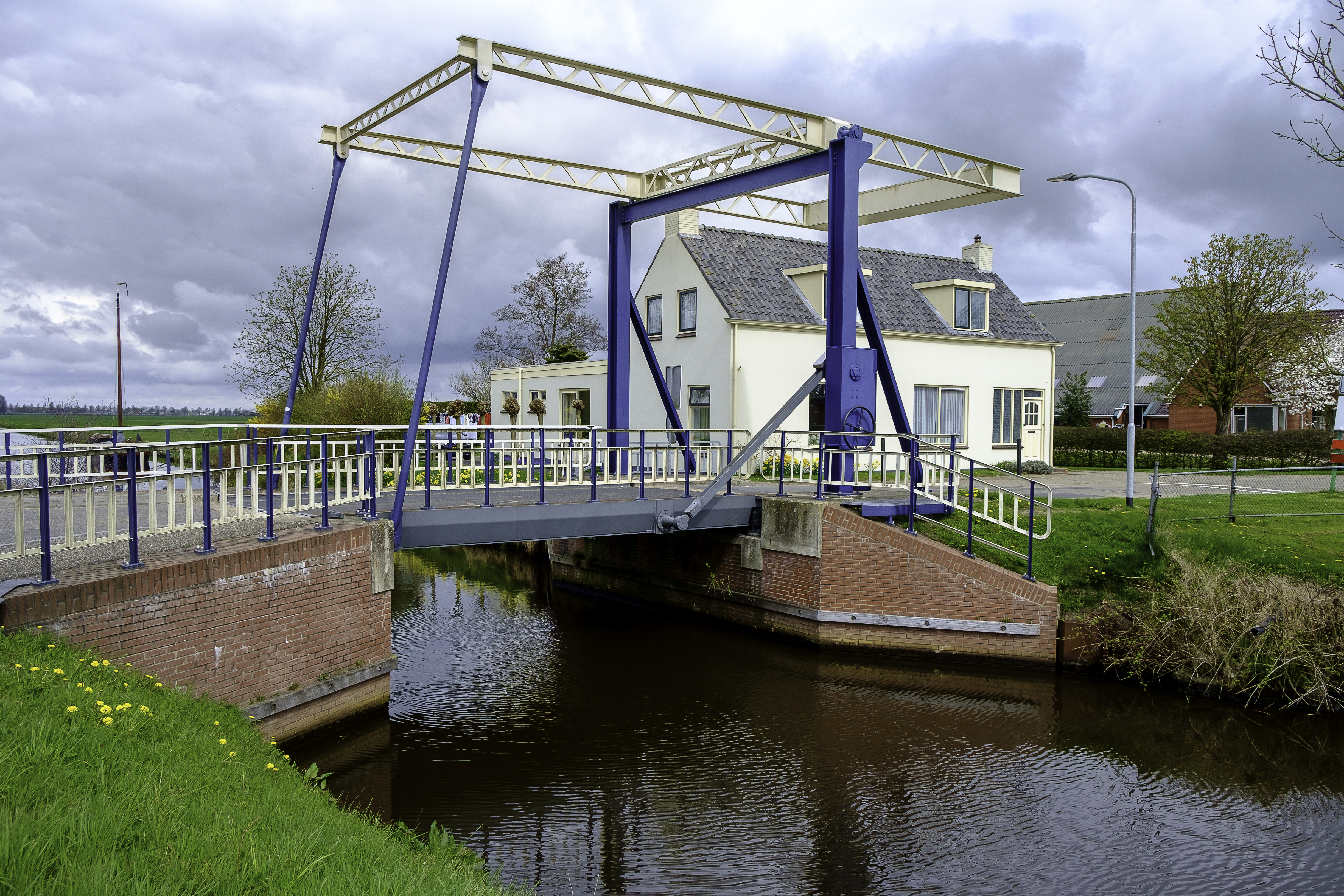
Zandumerklap over het Wolddiep. De huidige ophaalbrug (Gronings: klap) uit 2009 verving een exemplaar uit 1930. Daarvoor lag er ook al een ophaalbrug.